# Seznam kyrgyzských spisovatelů
Seznam kyrgyzských spisovatelů obsahuje přehled některých významných spisovatelů, narozených nebo převážně publikujících v Kyrgyzstánu.

## A
- Aktan Abdykalykov (* 1957)
- Čingiz Ajtmatov (1928–2008)

## M
- Togolok Moldo (1860–1942)

## O
- Tolomush Okeyev (1935–2001)
- Alykul Osmonov (1915–1950)

## S
- Toktogul Satilganov (1861–1933)